# 狼どもの報酬
『狼どもの報酬』（おおかみどものほうしゅう、Laisse aller... c'est une valse）は1971年のフランスのアクション犯罪コメディ映画。
監督はジョルジュ・ロートネル、出演はジャン・ヤンヌとミレーユ・ダルクなど。
莫大な宝石を追って展開する、ギャングと刑事の追撃戦を描くフィルム・ノワール。
撮影期間は1970年10月から11月。

## キャスト
※括弧内は日本語吹替（初回放送1979年9月23日『日曜洋画劇場』）
- セルジュ・オウバン: ジャン・ヤンヌ（田口計）- 宝石泥棒。出所したばかり。
- カーラ・オウバン: ミレーユ・ダルク（藤田淑子）- セルジュの妻。
- ミシェル・ベドゥク: ミシェル・コンスタンタン（小林清志）- セルジュのムショ仲間。
- カイヨウ署長: ベルナール・ブリエ（河村弘二）
- シャルル・ヴァレス伯爵: ナンニ・ロイ（家弓家正）